# Capstan Island
Capstan Island (Ile Cabestan) est une petite localité de Terre-Neuve-et-Labrador au Canada, située au sud du Labrador, c'est-à-dire dans la partie continentale de la province. Le village est situé le long de la route 510, entre L'Anse-au-Diable et West Saint Modeste, à 39 km de la frontière entre le Québec et Terre-Neuve-et-Labrador. La localité comptait 41 habitants en 2016.
Située le long du détroit de Belle Isle, qui constitue une importante voie d'expédition et d'exportation vers les destinations outre-mer, la localité est surtout connue pour ses riches zones de pêche.
Le lieu tire son nom d'un cabestan.
Vers 1851, les pêcheurs ont commencé à s'installer dans cette zone. Un grand cabestan a été placé sur la petite île située juste au large, avec un filet pour les phoques. Lorsque les phoques du Groenland migraient le long de la côte au printemps, ils étaient piégés par le filet. Les familles vivaient principalement de la pêche, mais également de la chasse.
Le passage des icebergs dans le détroit de Belle Isle attire les visiteurs.